# Carl Craig

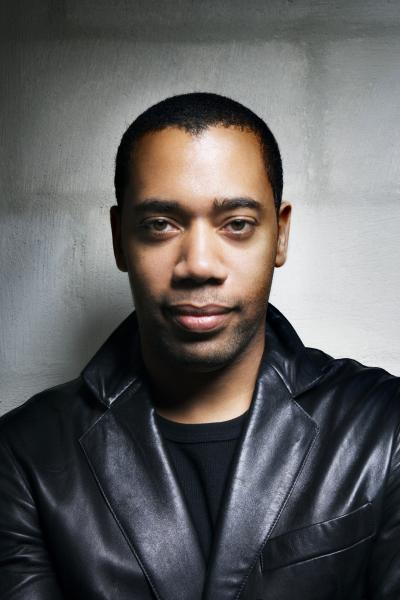
Carl Craig

Carl Craig (* 22. Mai 1969 in Detroit) ist ein einflussreicher US-amerikanischer Techno-Produzent und -Musiker, der seit Ende der 1980er Jahre unter zahlreichen Pseudonymen verschiedene Spielarten elektronischer Musik veröffentlicht.

## Biografie
Nach seiner High-School-Zeit kam Craig mit dem Sound der „Bellville Three“ (Juan Atkins, Derrick May und Kevin Saunderson) in Kontakt. Inspiriert durch Derrick Mays Radioshow auf WJLB komponierte er auf einem Synthesizer eigene Tracks ohne Beats, da ihm eigene Drummachines zu teuer waren. Durch einen Freund übergab er May ein Tape mit seinem Track Neurotic Behavior. Der Betreiber des bekannten Detroiter Technolabel Transmat nahm das Stück neu auf und lud Craig auf eine Europatour ein.
1989 debütierte Craig auf Transmat unter seinem Alter Ego „Psyche“ mit der Crackdown EP. Im Jahr 1990 gründete er mit Damon Booker das Label Retroactive, wo er unter seinem Namen („No More Words“), als BFC („The Theory“) und als Paperclip People („Oscillator“) veröffentlichte. Retroactive wurde aber bereits 1991 aufgrund von Streitigkeiten eingestellt.
Sein eigenes Label Planet E Communications wurde 1991 gegründet, wo er unter dem Namen „69“ mit „4 Jazz Funk Classics“ einen weiteren Meilenstein des Detroit Technos veröffentlichte. Mit Craig Taborn und Francisco Mora Catlett gründete er die Gruppe Innerzone Orchestra, deren auch auf Mo’ Wax veröffentlichter Hit „Bug In The Bassbin“ entscheidend zur aufkommenden Breakbeat-Welle der frühen 90er Jahre beitrug. Der für Tori Amos arrangierte Remix von „God“ brachte ihm einen Vertrag mit Warner Brothers ein. 1994 erschien unter dem Alias Paperclip People mit „Remake“ eine Neubearbeitung von Manuel Göttschings Klassiker „E2-E4“. Im selben Jahr erschien ebenfalls als Paperclip People die Single „Throw“, die sich zu einem Hit entwickelte und in der Folge mehrfach neu aufgelegt und geremixt wurde. Im gleichen Jahr veröffentlichte Craig drei Singles und 1995 das Album „The Sound Of Music“ auf dem belgischen Label R&S Records.
Da Craig auf dem Majorlabel nicht glücklich war, trennte er sich 1997 wieder, obwohl er 1995 mit „Landcruising“ ein Album produzierte. Da Craig aber die Rechte an seinen Werken selber behalten wollte, wurde das auf seinem Label Planet E erschienene Album „More Songs About Food & Revolutionary Art“ als das eigentliche Debüt des Detroiters gewertet.
Was ich versuche ist vergleichbar mit dem was Miles Davis in den späten 60ern und frühen 70ern tat, wo alles zeitlos erschien. Gleichzeitig wurden moderne Aspekte moderner Technologie integriert und verarbeitet. Ich hab nie die Absicht eine Pop-Platte zu machen., sagte der Künstler.
2000 wurde er der Leiter des Detroit Music Festival (DEMF). Er versammelte sämtliche elektronische Musiker und Futurejazzer in der Stadt. Erstmals wurde Techno und elektronische Musik dort gefeiert, wo sie geboren und konzipiert wurde. Das erste DEMF mit über einer Million Gäste wurde ein fulminanter Erfolg für den Musiker. Im dritten Jahr des Bestehens übernahm Derrick May das Movement, wie es jetzt heißt. Craigs Entlassung war nicht unumstritten und wurde in der Detroiter Szene kontrovers diskutiert.
2005 erschien das Album „The album formerly known as...“, eine Neuauflage des „Landcrusing“-Albums, das Craig auf Drängen vieler Menschen (u. a. seines Vaters) wiederveröffentlichte, wobei er das alte Material neu abmischte und kompakter gestaltete. Im gleichen Jahr produzierte Craig mit seinem Remix des Theo-Parrish-Stücks „Falling Up“ einen der Clubhits des Jahres. 2006 meldete sich Craig mit einem Remix eines Stücks von Delia Gonzalez & Gavin Russom zurück.
2008 veröffentlichte Craig in Zusammenarbeit mit Moritz von Oswald auf dem Traditionslabel Deutsche Grammophon den dritten Teil aus der Reihe ReComposed, bei der zeitgenössische Künstler Werke der klassischen Musik neu interpretieren. Craig und von Oswald wählten für ihr Album Maurice Ravels Orchesterstück Boléro und Mussorgskis Klavierzyklus Bilder einer Ausstellung.
Craig, der bereits seit Anfang seiner Karriere ein vielgefragter Remixer war, lieferte unter anderem Neubearbeitungen für Stücke von S’Express (Theme from S'Express), Rob D (Clubbed To Death), Maurizio (Domina), Gus Gus (Polyesterday), Yello (La Habanera), The Orb (Oxbow Lakes), Dajaé  (Day by day), Kenny Larkin (Third State) Brian Transeau (The moment of truth), Inner City (Do ya) und zahlloser weiterer Künstler. Besondere Aufmerksamkeit erregte der Remix des Dave-Angel-Stücks Airborne, bei dem Craig in einem Carl Craig’s Drums Suck Mix betitelten Remix alle Beats aus dem Stück entfernte und die Melodie über nahezu 12 Minuten ausarbeitete. Das Stück wurde trotz seines Verzichts auf jegliche Beats zu einem der Underground-Hits des Jahres 1995.

## Veröffentlichungen (Auswahl)

### Als Carl Craig
- 1991: No More Words EP
- 1995: Landcruising (Album)
- 1995: Science Fiction
- 1996: DJ-Kicks EP
- 1997: More Songs About Food And Revolutionary Art (Album)
- 2001: The Climax
- 2002: A Wonderful Life / As Time Goes By
- 2004: Just Another Day
- 2005: Darkness / Angel
- 2005: Sparkle / Home Entertainment
- 2005: The Album Formerly Known As... (Album)
- 2008: Clear and Present - The C2 Sessions
- 2008: ReComposed (Album, mit Moritz von Oswald)
- 2017: Versus (Album, mit dem Orchester Les Siècles)

### Als 69
- 1991: 4 Jazz Funk Classics
- 1993: Sound on Sound
- 1994: Jam the Box
- 1994: Lite Music
- 1994: Sound on Sound
- 1995: The Sound of Music (Album)
- 2006: Pungtang

### Als Paperclip People
- 1991: Oscillator
- 1994: Remake
- 1994: Throw
- 1995: The Climax
- 1996: Floor
- 1996: Steam
- 1996: The Floor
- 1996: The Secret Tapes of Dr. Eich (Album)
- 1998: 4 My Peepz
- 2001: Clear and Present / Tweakityourself
- 2004: Basic Reshape

### Als Innerzone Orchestra
- 1992: Untitled
- 1996: Bug in the Bassbin
- 1999: Programmed (Album)
- 2000: People Make the World Go Round 1
- 2000: People Make the World Go Round 2

### Als Psyche
- 1989: Crack Down
- 1992: Relics
- 1993: ART3
- 1996: Elements 1989-1990 (Album)
- 2004: Elements / Neurotic Behavior

## Weitere Pseudonyme
- BFC
- C2C4
- Designer Music
- FRS
- Immortal Music
- Parametric
- Piece
- Shop
- Tres Demented
- Urban Culture

## Trivia
Carl Crack, 2001 verstorbener Techno-Produzent und Mitglied von Atari Teenage Riot, benannte sich nach Craig.